# Кошелев, Алексей Васильевич
Алексе́й Васи́льевич Ко́шелев (рум. Alexei Koșelev; 19 ноября 1993) — молдавский футболист, вратарь греческого клуба «Ламия» и сборной Молдавии.

## Карьера

### Клубная
В 2011 году дебютировал в чемпионате Молдавии в составе ФК «Гагаузия», сыграл 11 матчей, пропустил 29 мячей. Затем выступал за команды Дивизиона «A»: «Дачия-2 Буюкань», «Реал-Сукчес», «Сфынтул Георге».
22 февраля 2014 года подписал контракт с «Кубанью».
Зимой перешёл в молдавский клуб «Тирасполь», а в июне подписал контракт с другим тираспольским клубом — «Шериф». За новую команду дебютировал в матче за Суперкубок Молдавии, Алексей отыграл все 90 минут, а «Шериф» выиграл со счётом 3:1. По итогам 2015 года был признан лучшим вратарем Молдавии.
В июле 2018 года перешёл в нидерландскую «Фортуну», подписав с клубом трёхлетний контракт.
1 марта 2021 года подписал контракт с японским клубом «Джубило Ивата». Первый матч за новый клуб провел спустя семь месяцев после перехода. Всего сыграл 4 матча в чемпионате Японии и 3 в кубках. В 2023 году покинул клуб после истечения контракта.
В феврале 2023 года подписал контракт с греческим клубом «Ламия».

### В сборной
Игрок молодёжной сборной Молдавии. 10 октября дебютировал за национальную команду в матче отборочного турнира Чемпионата Европы 2016 против сборной России.

## Семья
Отец Алексея Василий Кошелев в прошлом тоже футболист, вратарь сборной Молдавии.

## Достижения
- Чемпион Молдавии (1): 2015/16
- Обладатель Суперкубка Молдавии (1): 2015